# Hudson Taylor

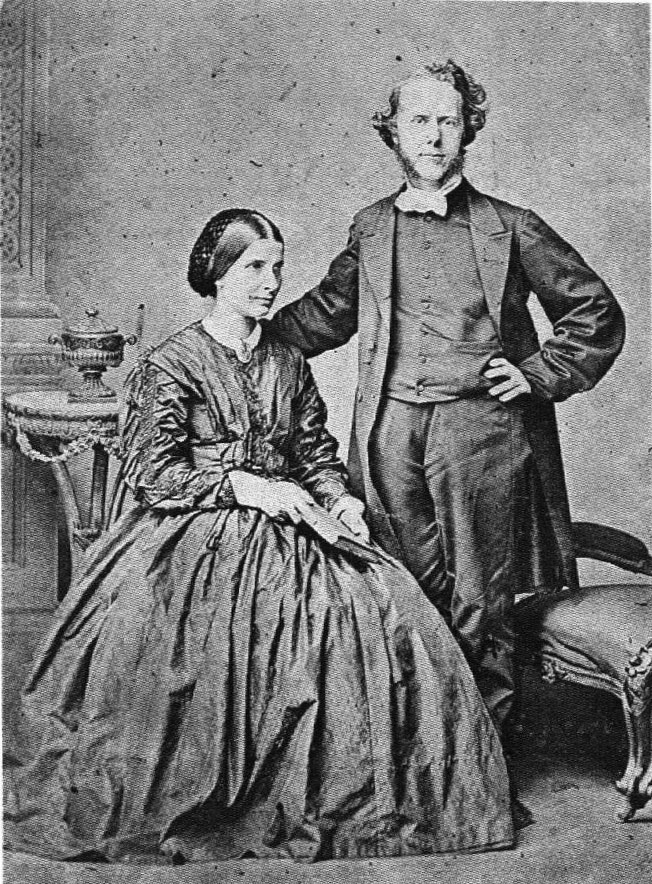
Hudson Taylor en zijn vrouw Maria

James Hudson Taylor (Barnsley (Yorkshire), 21 mei 1832 – Changsha (Hunan), 3 juni 1905) was een Britse zendeling en arts die 51 jaar in China heeft gewerkt. Hij was de oprichter van de China Inland Mission en wordt beschouwd als de stichter van de zogeheten 'geloofszending', waarbij de zendelingen niet leven van het salaris dat door een zendingsorganisatie betaald wordt, maar afhankelijk zijn van giften.

## Jeugd
De vader van Taylor was apotheker en een lekenpredikant. Als tiener nam Hudson Taylor afstand van het geloof van zijn ouders, maar kwam op 17-jarige leeftijd tot geloof door toedoen van een evangelisatietraktaat. Taylor wijdde zich aan studies om als zendeling naar China te gaan. Hij begon met bestuderen van Mandarijn, Grieks, Hebreeuws en Latijn. In 1851 ging hij als medisch assistent werken in een arme buurt in de ten zuidwesten van Londen gelegen stad Kingston. In 1852 ging Taylor medicijnen studeren in Londen.
In die tijd was er in Groot-Brittannië veel aandacht voor China vanwege de Chinese Burgeroorlog. Velen veronderstelden dat er een massale beweging richting het christendom gaande was. Dit zorgde - samen met de gloedrijke (maar overdreven) rapporten van de zendeling Karl Gützlaff - voor de oprichting van de Chinese Evangelization Society. Taylor bood zich bij hen aan om als zendeling te worden uitgezonden.

## Eerste jaren in China
Op 19 september 1853, nog voor het afronden van zijn studie, vertrok Taylor naar China. Op 1 maart 1854 zette hij in Shanghai voet aan wal. Vanaf 1855 trok hij achttien keer het land in om het evangelie te verkondigen. Hij werd niet goed ontvangen, ondanks de medicijnen die hij meebracht en zijn vaardigheden op dat gebied. De zendeling besloot om zich volledig volgens de Chinese gewoonte te kleden. Zijn voorhoofd werd kaalgeschoren, maar hij liet een paardenstaart staan. Daarvóór werd hij beschouwd als een ‘zwarte duivel’ vanwege zijn zwarte overjas; nu luisterden de Chinezen ook naar hem. Hij deelde duizenden traktaten uit.
Tijdens zijn verblijf in Shanghai adopteerde hij een Chinese jongen met de naam Hanban. Taylor werkte samen met Williams C. Burns, een Schotse evangelist. Door brand ging Taylors hele medische uitrusting verloren. In 1857 besloten Taylor en zijn co-werker John Jones na ontvangst van een brief uit Engeland zelfstandig te gaan werken, los van een zendingsgenootschap. Dat jaar kregen zij ook versterking van een viertal Chinese mannen. Het jaar daarop huwde hij Maria Jane Dyer, dochter van Britse zendelingen. Samen adopteerden zij één Chinese jongen. Hun eerste kind overleed kort na de geboorte. In 1859 kregen zij een dochter.

## Eerste terugkeer naar Engeland
Vanwege gezondheidsproblemen keerde Taylor in 1860 terug naar Engeland, samen met zijn vrouw en dochter. In Engeland rondde hij zijn opleiding af. Bovendien vervolgde hij de vertaling van het Nieuwe Testament in het Ningbo-dialect. Met de hulp van zijn vrouw schreef hij in 1865 een boek, getiteld China’s Spiritual Needs and Claims. Dit boek bood grote ondersteuning bij het werven van nieuwe vrijwilligers voor het zendingsveld.
In Engeland werden nog vier kinderen geboren, waarvan er één overleed bij de geboorte. Vanaf 1865 wijdde Taylor zich aan de stichting van een organisatie om de binnenlanden van China te bereiken met het evangelie. Binnen een jaar meldden 24 zendelingen zich aan en ontving hij een half miljoen euro (omgerekend naar moderne maatstaven). De organisatie kreeg de naam China Inland Mission.

## Terugkeer naar China
Na vijf jaar keerden Taylor en zijn vrouw naar China terug. Op 30 september 1866 kwamen zij daar aan, samen met een aantal zendelingen die ook in Chinese klederdracht gekleed gingen. Toen sommigen daarvan afweken stelde Taylor dat het evangelie alleen wortel kon vatten als zij zich zouden aanpassen aan de cultuur van de mensen die ze wilden bereiken.
In China hervatte Taylor zijn medische werk. Ook preekte hij elke dag. Sommige van de andere zendelingen trokken van deur tot deur om het evangelie te brengen. Conflicten binnen het team zorgden er echter voor dat het werk minder effectief was. In die tijd kreeg Taylor nog twee dochters. Een van hen overleed. Nadat zijn medezendelingen zagen dat hij hun zorgen stelden boven die van zijn dochter bonden ze in en kwam de eenheid binnen het team.
In 1868 beviel zijn vrouw van nog een zoon, maar in 1871 overleden zowel Maria Jane Dyer als een dochter van Taylor aan cholera. Haar dood trof Taylor diep en hij keerde terug naar Engeland. Maria's wens was dat Taylor opnieuw zou trouwen. 

## Tweede terugkeer naar Engeland
In Engeland trouwde hij met Jane Elizabeth Faulding, ook een zendelinge. Aan het einde van 1872 gingen zij naar China. In 1873 kregen zij een tweeling. Een jaar later waren de Taylors door omstandigheden gedwongen om terug te keren naar Engeland. Taylor zelf was bijna verlamd vanwege een val op een rivierboot. In Engeland wierf hij achttien nieuwe zendelingen en keerde in 1876 weer terug naar China.
In 1876 trok Taylor, die inmiddels hersteld was van de verlamming, door het binnenland van China en opende overal zendingsstations. Dit was mogelijk als gevolg van een regeling die Engeland en China met elkaar hadden gesloten.

## Uitbreiding werk
In 1881 waren er honderd zendelingen werkzaam voor de China Inland Mission. Onder hen was Charles Studd, die deel uitmaakte van de Cambridge Seven. In 1883 keerde Taylor weer terug naar Engeland om vrijwilligers en geld te werven. Het aantal zendelingen in China namens zijn organisatie groeide uit tot meer dan driehonderd, waaronder niet alleen Britten, maar ook Amerikanen. In 1888 trok Taylor dan ook naar de Verenigde Staten, en hield daar een groot aantal lezingen.

## Bokseropstand
Tijdens de Bokseropstand van 1900 kwam het werk van de zendingsorganisatie tot een tijdelijke stop. De Bokseropstand was een opstand van een Chinese nationalistische beweging, gericht tegen de invloed van de westerse imperialistische mogendheden en hun invloed op het vlak van handel, politiek, religie en technologie. 58 zendelingen en 21 kinderen verloren het leven. Taylor weigerde schadevergoeding voor het verlies van levens om eigendommen te ontvangen, om op die manier het wezen van Christus te laten zien.

## Laatste jaren
Aan het einde van zijn leven schreef Taylor nog verschillende boeken. In 1902 ging hij met pensioen. Zijn vrouw overleed in 1904 aan kanker. Met nog een paar maanden te leven keerde Taylor in 1905 voor de elfde en laatste keer naar China terug. Hij overleed datzelfde jaar op 73-jarige leeftijd terwijl hij thuis zat te lezen, en werd bij zijn eerste vrouw in Zhenjiang begraven.
Het protestantse kerkhof waar hij lag werd vernietigd tijdens de Chinese culturele revolutie. Vandaag de dag staan er industriële gebouwen. Taylors grafsteen stond jarenlang in het magazijn van een museum, en werd in 1999 ontdekt door een achterkleinzoon van Taylor.